# Square Baron Robert Hankar
Le square baron Robert Hankar (en néerlandais : Baron Robert Hankarsquare) est une place bruxelloise de la commune d'Auderghem qui jouxte la chaussée de Wavre.

## Historique et description
Au début des années 50, EGIMO (Soc. d'Entreprise et de Gestion Immobilières) commença à construire un nouveau quartier entre la ligne de chemin de fer Halle-Vilvoorde, Woluwe-Saint-Pierre, le Chant d'Oiseau et la chaussée de Wavre. L'épine dorsale du quartier serait formée par l'avenue Lebon.
Le 6 avril 1959, le square fut baptisé par le conseil communal.

### Biographie
Robert Hankar est né à Ensival le 15 février 1892, il est décédé à La Hulpe, le 3 janvier 1963.
Fils du baron Florimond Hankar, il était le président du conseil d'administration de la firme EGIMO qui, grâce à la commune, avait reçu ici une mission importante à remplir par sa société. Il fut le seul noble à bénéficier de son titre de baron sur sa plaque.
- Premier permis de bâtir délivré le 17 mars 1959 pour le n° 4.

## Situation et accès
| ___ | Ce site est desservi par la station de métro : Hankar. |